# Aldobrando Medici Tornaquinci
Aldobrando Medici Tornaquinci (Terranuova Bracciolini, 14 agosto 1909 – Milano, 2 agosto 1947) è stato un imprenditore e politico italiano.

## Biografia
Esponente del ramo cadetto Medici Tornaquinci della celebre famiglia fiorentina, dopo l'8 settembre fu esponente del Partito Liberale Italiano prima e di quello repubblicano in seguito.
Sottosegretario di Stato del Ministero dell'Italia occupata nel III Governo Bonomi, partecipò attivamente alla Liberazione guadagnandosi una Medaglia d'Argento al Valor Militare per aver portato a Torino la bandiera, oggi all'Altare della Patria di Roma, del Governo formato dal Comitato di Liberazione. Partecipò alla Consulta Nazionale e venne nominato, con decreto ministeriale del 26 febbraio 1945, Presidente della Commissione Centrale per l’accertamento delle atrocità commesse dai tedeschi e dai fascisti dopo il 25 luglio 1943.
Confluito nel PRI per divergenze sulla forma di Stato e di Governo, morì di tifo.
Ebbe sette figlie.
È sepolto nel cimitero fiorentino di Trespiano.
I documenti riguardanti la sua attività politica sono stati donati dagli eredi all'Istituto storico della Resistenza in Toscana. All'assemblea della sezione fiorentina del Partito Liberale Italiano, il 24 settembre 1944, Aldobrando Medici Tornaquinci pronunciò il discorso sul tema La Sezione di Firenze del Partito Liberale Italiano.